# La Voce della Russia
La Voce della Russia (in russo Голос России?, Golos Rossii) è stata il network di comunicazione sottoposto alla Radio internazionale della Russia. Nata come radio nel 1929, fino al 1º aprile 2014 ha trasmesso su onde medie e onde corte in trentasette lingue in tutto il mondo; da allora ha trasferito la comunicazione su siti internet che offrono informazione e approfondimenti in tempo reale.

## Storia
Nata in Unione Sovietica nel 1929 col nome di Radio Mosca, sotto la supervisione del Komintern è stata, sino al 1992, la radio internazionale dell'URSS.
Inizialmente trasmetteva in onde corte in sole tre lingue (inglese, francese, tedesco) poi, quale strumento di propaganda, le trasmissioni furono estese ad altre lingue.
Dal 1992, finito il socialismo reale, la radio venne ribattezzata Voce della Russia.
Le trasmissioni in italiano iniziarono in modo irregolare nel 1933; Solo nel 1937 le trasmissioni diventarono regolari. Il primo redattore capo si chiamava Eugenio Del Magro (alias Alfredo Colli, alias Adolfo Colli, poi morto in un Gulag di Stalin). Palmiro Togliatti, con lo pseudonimo di Mario Correnti, vi collaborò dal luglio del 1941 al maggio del 1943.
Nel corso del 2007 la redazione italiana ha festeggiato i suoi 70 anni dall'inizio delle trasmissioni. Nello stesso anno ha ricevuto il premio Italradio per "la sua costante opera di informazione dalla Russia verso l'Italia".
Numerose manifestazioni di apprezzamento le sono giunte dalla Associazione italiana radioascolto, da altre organizzazioni e da singoli ascoltatori.
Dal 2011 è attivo il sito internet della redazione italiana (italian.ruvr.ru), che ospita i contenuti radio e fornisce notizie in tempo reale, commenti sui principali fatti d'attualità, risorse multimediali, sondaggi, speciali e approfondimenti culturali dedicati a vari argomenti di rilievo storico e sociale. Tra essi spicca il portale dedicato alle relazioni culturali tra Italia e Russia, sviluppato in occasione dell'anno incrociato delle due culture, 2011.

## La redazione italiana
Fino al 31 dicembre 2013 la redazione italiana della radio di stato ha trasmesso in onde medie e corte i suoi programmi in italiano; in seguito ha trasmesso in streaming fino al 4 aprile 2014. Da quella data la produzione audio è cessata.
Dal 27 febbraio 2015, la redazione italiana si è trasferita sul nuovo sito internet dell'agenzia di notizie e radio "Sputnik" ed è presente anche nelle principali reti sociali Facebook e Twitter, per avvicinare e ampliare sempre di più il proprio pubblico di lettori.

## Tematiche
La Voce della Russia si è trasferita sul nuovo sito internet dell'agenzia di notizie e radio "Sputnik", 
 che riporta in tempo reale le notizie di maggiore rilievo internazionale, 24 ore su 24. Nella sezione "Multimedia" vengono pubblicati i file podcast dei programmi radio, foto e video gallery dedicate all'attualità, alla storia, all'arte e cultura russe e italiane.
Il sito conteneva diverse rubriche d'autore tra cui:
- "La nota politica" - osservatore della politica italiana
- "Voci di Sport" - i principali avvenimenti sportivi russi raccontati in ottica "azzurra"
- "Le meraviglie intorno a noi" - Fenomeni paranormali e meraviglie del mondo che ci circonda

In collaborazione con le emittenti televisive Vesti e Russia Today (RT) il sito internet de La Voce della Russia, proponeva periodicamente in diretta i principali avvenimenti della vita politica russa.